# Befolkningsutveckling i Göteborg
Befolkningsutvecklingen i Göteborg avser utvecklingen av stadens invånarantal. Göteborg är en förhållandevis ung stad, grundad på tidigt 1600-tal, och var länge bara Sveriges tredje största stad. Efter erövringen av Skåne och Blekinge ansågs Karlskrona som rikets viktigaste sjöfartsstad. Men med Svenska Ostindiska kompaniet och annan sjöfart utanför Östersjöområdet växte staden fort under senare delen av 1700-talet. Göteborg är numera sedan länge Sveriges näst största stad, endast Stockholm är större. Staden är förvisso avsevärt mindre än Köpenhamn, men i förhållande till Helsingfors och Oslo är Göteborg inte långt efter.
Den 31 december 2023 hade Göteborgs kommun 604 616 invånare, av dem är 304 551 män och 300 065 kvinnor. Antalet göteborgare med utländsk bakgrund (utrikes födda personer samt inrikes födda med två utrikes födda föräldrar) var 239 757 (2023), vilket motsvarar 39,65 % av den totala befolkningen. 178 819 personer är födda i ett annat land än Sverige. De vanligaste ursprungsländerna är Iran (13 421 personer), Irak (12 901 personer), Indien (10 246 personer), Somalia (10 105 personer) och Syrien (9 841 personer).
Invånarantalet i Storgöteborg (vilket inkluderar 12 omgivande kommuner) var 1 080 980 den 31 december 2023. Storstadsområdet passerade 1 miljon invånare i mars 2017. Göteborgs tätort har 674 529 invånare (2023). Området inkluderar stora delar av Mölndals och Partille kommuner samt centrala Kungsbacka. Samtidigt utgör delar av Göteborgs kommun såsom Nordöstra Göteborg och de norra delarna av Hisingen (däribland Säve) egna tätorter.

## Invånarantal
| Befolkningsutvecklingen i Göteborgs kommun eller dess föregångare staden Göteborg 1635–2023 | Befolkningsutvecklingen i Göteborgs kommun eller dess föregångare staden Göteborg 1635–2023 | Befolkningsutvecklingen i Göteborgs kommun eller dess föregångare staden Göteborg 1635–2023 | Befolkningsutvecklingen i Göteborgs kommun eller dess föregångare staden Göteborg 1635–2023 | Befolkningsutvecklingen i Göteborgs kommun eller dess föregångare staden Göteborg 1635–2023 |
| ------------------------------------------------------------------------------------------- | ------------------------------------------------------------------------------------------- | ------------------------------------------------------------------------------------------- | ------------------------------------------------------------------------------------------- | ------------------------------------------------------------------------------------------- |
|                                                                                             |                                                                                             |                                                                                             |                                                                                             |                                                                                             |
| År                                                                                          |                                                                                             |                                                                                             | Folkmängd                                                                                   |                                                                                             |
| 1635                                                                                        | 1635                                                                                        |                                                                                             | 1 150                                                                                       |                                                                                             |
| 1670                                                                                        | 1670                                                                                        |                                                                                             | 4 000                                                                                       |                                                                                             |
| 1700                                                                                        | 1700                                                                                        |                                                                                             | 10 000                                                                                      |                                                                                             |
| 1800                                                                                        | 1800                                                                                        |                                                                                             | 13 000                                                                                      |                                                                                             |
| 1850                                                                                        | 1850                                                                                        |                                                                                             | 20 000                                                                                      |                                                                                             |
| 1900                                                                                        | 1900                                                                                        |                                                                                             | 126 849                                                                                     |                                                                                             |
| 1950                                                                                        | 1950                                                                                        |                                                                                             | 370 832                                                                                     |                                                                                             |
| 1960                                                                                        | 1960                                                                                        |                                                                                             | 423 983                                                                                     |                                                                                             |
| 1970                                                                                        | 1970                                                                                        |                                                                                             | 465 527                                                                                     |                                                                                             |
| 1980                                                                                        | 1980                                                                                        |                                                                                             | 431 273                                                                                     |                                                                                             |
| 1990                                                                                        | 1990                                                                                        |                                                                                             | 431 840                                                                                     |                                                                                             |
| 2000                                                                                        | 2000                                                                                        |                                                                                             | 466 990                                                                                     |                                                                                             |
| 2010                                                                                        | 2010                                                                                        |                                                                                             | 513 751                                                                                     |                                                                                             |
| 2020                                                                                        | 2020                                                                                        |                                                                                             | 583 056                                                                                     |                                                                                             |
| 2023                                                                                        | 2023                                                                                        |                                                                                             | 604 616                                                                                     |                                                                                             |

(Källor: 1635, 1850, 1900, övriga årtal från SCB.)
| Befolkningsutvecklingen i Storgöteborg 1970–2023 | Befolkningsutvecklingen i Storgöteborg 1970–2023 | Befolkningsutvecklingen i Storgöteborg 1970–2023 | Befolkningsutvecklingen i Storgöteborg 1970–2023 | Befolkningsutvecklingen i Storgöteborg 1970–2023 |
| ------------------------------------------------ | ------------------------------------------------ | ------------------------------------------------ | ------------------------------------------------ | ------------------------------------------------ |
|                                                  |                                                  |                                                  |                                                  |                                                  |
| År                                               |                                                  |                                                  | Folkmängd                                        |                                                  |
| 1970                                             | 1970                                             |                                                  | 712 174                                          |                                                  |
| 1980                                             | 1980                                             |                                                  | 734 956                                          |                                                  |
| 1990                                             | 1990                                             |                                                  | 777 432                                          |                                                  |
| 2000                                             | 2000                                             |                                                  | 844 802                                          |                                                  |
| 2010                                             | 2010                                             |                                                  | 928 629                                          |                                                  |
| 2020                                             | 2020                                             |                                                  | 1 049 592                                        |                                                  |
| 2023                                             | 2023                                             |                                                  | 1 080 980                                        |                                                  |

Källa: SCB.
| Befolkningsutvecklingen i Göteborgs tätort 1960–2023 | Befolkningsutvecklingen i Göteborgs tätort 1960–2023 | Befolkningsutvecklingen i Göteborgs tätort 1960–2023 | Befolkningsutvecklingen i Göteborgs tätort 1960–2023 | Befolkningsutvecklingen i Göteborgs tätort 1960–2023 |
| ---------------------------------------------------- | ---------------------------------------------------- | ---------------------------------------------------- | ---------------------------------------------------- | ---------------------------------------------------- |
|                                                      |                                                      |                                                      |                                                      |                                                      |
| År                                                   |                                                      |                                                      | Folkmängd                                            |                                                      |
| 1960                                                 | 1960                                                 |                                                      | 443 843                                              |                                                      |
| 1965                                                 | 1965                                                 |                                                      | 471 619                                              |                                                      |
| 1970                                                 | 1970                                                 |                                                      | 485 785                                              |                                                      |
| 1975                                                 | 1975                                                 |                                                      | 470 529                                              |                                                      |
| 1980                                                 | 1980                                                 |                                                      | 456 684                                              |                                                      |
| 1990                                                 | 1990                                                 |                                                      | 465 474                                              |                                                      |
| 1995                                                 | 1995                                                 |                                                      | 480 839                                              |                                                      |
| 2000                                                 | 2000                                                 |                                                      | 495 822                                              |                                                      |
| 2005                                                 | 2005                                                 |                                                      | 510 491                                              |                                                      |
| 2010                                                 | 2010                                                 |                                                      | 549 839                                              |                                                      |
| 2015                                                 | 2015                                                 |                                                      | 572 799                                              |                                                      |
| 2020                                                 | 2020                                                 |                                                      | 607 882                                              |                                                      |
| 2023                                                 | 2023                                                 |                                                      | 674 529                                              |                                                      |

Källa: SCB.